# 참봉
참봉은 조선시대 있었던 종9품 벼슬이다. 조선시대의 원(園) ·능전(陵殿) 및 사옹원(司饔院) ·내의원(內醫院) ·예빈시(禮賓寺) ·군기시(軍器寺) ·군자감(軍資監) ·소격서(昭格署) 등 많은 관서에 속해 있었던 관직이다. 최말단직의 품관이지만, 양반 신분을 유지할 수 있고 족보에 기재되며 비석에 직함을 새길 수 있었기 때문에 조선왕조 후기와 대한제국 최후까지 능참봉 하나라도 얻기 위해 많은 사람들이 최선의 노력을 다하였다.